# 守り人シリーズ
守り人シリーズ（もりびとシリーズ）は、上橋菜穂子による異世界ファンタジー小説のシリーズ作品である。外伝とガイドブックを含め全14巻。

## 概要
児童文学として出版されたが、大人にも好まれるなど、ファンの年齢層は幅広い。短槍使いバルサが主人公の物語は題名に「〜の守り人」と付き、皇子チャグムが主人公の物語は題名に「〜の旅人」と付く。両物語は最終話（天と地の守り人）で合流する。
上橋はイメージによる着想で物語が始まるので、この時は、レンタルビデオの洋画の予告編で見た、炎上するバスから子供を抱えたおばさんが脱出するシーンから槍を担いだバルサのイメージが湧いたと述べている。
編集者に提案したが、当時の児童文学は一般的に子供が主人公なのに対し、30歳の女用心棒を主人公とする本作は型破りなので当初は抵抗を受けたが理解を得て出版された。シリーズ全般の作風には上橋自身による中央アジアの生活と民俗の見聞が影響している。
2006年（平成18年）8月から、NHK-FM「青春アドベンチャー」枠で『精霊の守り人』のラジオドラマが放送された。2007年4月より同作品の再放送と共に『闇の守り人』も放送された。
2007年3月より「月刊少年ガンガン」にて『精霊の守り人』の漫画版が藤原カムイの手で連載され、全3巻にて完結する。同年の4月より同作のアニメ版が放送された。2008年4月より「ヤングガンガン」にて『ジン～アニメ精霊の守り人外伝～』が連載された。2014年8月から「Nemuki+」で『闇の守り人』の漫画版が結布作画で連載。
2016年3月19日から3年にわたってNHKの手でシリーズが実写ドラマ化された。

## 世界観
この作品の世界には、目に見える人間の世界（サグ）と目に見えない精霊の世界（ナユグ）がある。この二つの世界は同じ時、同じ場所に重なって存在する。呪術師は呪術によってナユグを見たりそこの生き物と話したりできる。また、ごく一部の人間（主に子供）は、呪術を用いなくてもナユグが見えることがある。まれにサグとナユグの交わる場所があり、カンバルの山の底、青霧山脈の谷間などがそうである。
物語に主に登場する国は、新ヨゴ皇国、カンバル王国、サンガル王国、ロタ王国の四国だが、後半になると海の向こうの大国であるタルシュ帝国およびそれに征服された枝国（属国）も登場する。言語は国によって異なり、国によって宗教も異なる。

## 書誌情報

### 小説
偕成社版『～の守り人』、『流れ行く者』、『炎路を行く者』収録「十五の我には」には二木真希子の挿絵、『～の旅人』、『炎路を行く者』収録「炎路の旅人」、『風と行く者』には佐竹美保の挿絵が収録されている。新潮社版『～の守り人』、『～の旅人』及び『風と行く者』には中川悠京による地図が収録。
| タイトル                             | 単行本〈偕成社ワンダーランド〉      | 軽装版〈偕成社ポッシュ〉            | 文庫版〈新潮文庫〉                 | 備考                                                                                               |
| ------------------------------------ | ----------------------------------- | ----------------------------------- | ---------------------------------- | -------------------------------------------------------------------------------------------------- |
| 精霊の守り人                         | 1996年07月、ISBN 4-03-540150-1      | 2006年11月、ISBN 4-03-750020-5      | 2007年03月、ISBN 978-4-10-130272-0 | 野間児童文芸賞新人賞受賞、産経児童出版文化賞ニッポン放送賞受賞                                     |
| 闇の守り人                           | 1999年01月、ISBN 4-03-540210-9      | 2006年11月、ISBN 4-03-750030-2      | 2007年06月、ISBN 978-4-10-130273-7 | 日本児童文学者協会賞受賞                                                                           |
| 夢の守り人                           | 2000年05月、ISBN 4-03-540230-3      | 2007年07月、ISBN 978-4-03-750040-5  | 2007年12月、ISBN 978-4-10-130274-4 | |
| 虚空の旅人                           | 2001年07月、ISBN 4-03-540270-2      | 2007年09月、ISBN 978-4-03-750050-4  | 2008年07月、ISBN 978-4-10-130275-1 | |
| 神の守り人 来訪編                    | 2003年01月、ISBN 4-03-540280-X      | 2008年02月、ISBN 978-4-03-750060-3  | 2009年08月、ISBN 978-4-10-130276-8 | 児童福祉文化賞受賞、小学館児童出版文化賞受賞                                                       |
| 神の守り人 帰還編                    | 2003年01月、ISBN 4-03-540290-7      | 2008年02月、ISBN 978-4-03-750070-2  | 2009年08月、ISBN 978-4-10-130277-5 | 児童福祉文化賞受賞、小学館児童出版文化賞受賞                                                       |
| 蒼路の旅人                           | 2005年04月、ISBN 4-03-540310-5      | 2008年07月、ISBN 978-4-03-750080-1  | 2010年08月、ISBN 978-4-10-130279-9 | |
| 天と地の守り人 第一部 ロタ王国編     | 2006年11月、ISBN 4-03-540320-2      | 2008年09月、ISBN 978-4-03-750090-0  | 2011年06月、ISBN 978-4-10-130280-5 | |
| 天と地の守り人 第二部 カンバル王国編 | 2007年01月、ISBN 978-4-03-540330-2  | 2008年11月、ISBN 978-4-03-750100-6  | 2011年06月、ISBN 978-4-10-130281-2 | |
| 天と地の守り人 第三部 新ヨゴ皇国編   | 2007年02月、ISBN 978-4-03-540340-1  | 2009年01月、ISBN 978-4-03-750110-5  | 2011年06月、ISBN 978-4-10-130282-9 | |
| 流れ行く者（短編集）                 | 2008年04月、ISBN 978-4-03-540360-9  | 2011年05月、ISBN 978-4-03-750130-3  | 2013年08月、ISBN 978-4-10-130283-6 | - 「浮き籾」 - 「ラフラ〈賭事師〉」（『ユリイカ』2007年6月号） - 「流れ行く者」 - 「寒のふるまい」 |
| 炎路を行く者（短編集）               | 2012年02月、ISBN 978-4-03-540380-7  | 2014年11月、ISBN 978-4-03-750150-1  | 2016年12月、ISBN 978-4-10-130284-3 | - 「炎路の旅人」 - 「十五の我には」                                                                |
| 風と行く者:守り人外伝                | 2018年011月、ISBN 978-4-03-750200-3 | 2018年011月、ISBN 978-4-03-750200-3 | 2022年08月、ISBN 978-4-10-130285-0 | |

『精霊の守り人』『闇の守り人』『夢の守り人』の3作品で路傍の石文学賞受賞、左記の3作品＋『虚空の旅人』の4作品で巖谷小波文芸賞受賞。

### ガイドブック
- 『「守り人」のすべて 守り人シリーズ完全ガイド』 2011年6月、偕成社、ISBN 978-4-03-750140-2
  - 増補改訂版 2016年12月、偕成社、ISBN 978-4-03-750160-0

### 漫画
- 藤原カムイ作画、上橋菜穂子原作『精霊の守り人』
  - スクウェア・エニックス
    - 単行本〈ガンガンコミックス〉 、全3巻
      1. 2007年9月22日、ISBN 978-4-7575-2116-2
      2. 2008年2月22日、ISBN 978-4-7575-2219-0
      3. 2008年8月22日、ISBN 978-4-7575-2356-2

    - 愛蔵版〈ガンガンコミックスデラックス〉 、全1巻
      1. 2008年9月25日、ISBN 978-4-7575-2382-1

    - ワイド版〈ガンガンコミックスリミックス〉、全1巻
      1. 2016年3月19日、ISBN 978-4-7575-4942-5

  - 朝日新聞出版〈朝日コミック文庫〉 、全2巻
    1. 2013年10月18日、ISBN 978-4-02-269038-8
    2. 2013年10月18日、ISBN 978-4-02-269039-5
- 麻生我等漫画、中江美紀脚本『ジン〜アニメ精霊の守り人外伝〜』スクウェア・エニックス〈ヤングガンガンコミックス〉 、全1巻
  1. 2008年9月25日、ISBN 978-4-7575-2383-8
- 結布作画、上橋菜穂子原作『闇の守り人』朝日新聞出版〈Nemuki+コミックス〉、全3巻
  1. 2015年7月7日、ISBN 978-4-02-214177-4
  2. 2016年3月18日、ISBN 978-4-02-214194-1
  3. 2018年1月6日、ISBN 978-4-02-214243-6

## あらすじ
精霊の守り人
短槍使いの女バルサは、青弓川に流された新ヨゴ皇国の第二皇子チャグムを救う。彼はその身に、この世（サグ）と重なって存在する異世界（ナユグ）の水の精霊ニュンガ・ロ・イム〈水の守り手〉の卵を宿していた。チャグムの母、二ノ妃は、バルサにチャグムを連れて逃げるよう依頼する。新ヨゴの建国伝説では初代皇帝トルガルが水妖を退治したとされ、水妖に宿られたチャグムを、皇国の威信を守るため父帝が秘密裏に殺そうとしているのだ。同時に、チャグムは、ニュンガ・ロ・イムの卵を食らうナユグの怪物ラルンガからも命を狙われていた。
チャグムを連れて宮から脱出したバルサは、卵がチャグムの体を離れる夏至まで、幼馴染の呪術師タンダやその師匠のトロガイと共にチャグムと暮らし始める。バルサもかつて幼い命を奪われかけ、父の親友で短槍の達人ジグロに助けられて故郷カンバルを離れた経験があった。そのころ星読博士のシュガは、チャグムに宿った卵の精霊がかつてトルガルが倒したとされる水妖と同じだと考え、過去の記録を調べはじめる。そこでシュガは、トルガルの伝説が歪曲されたものであるということと、本当はニュンガ・ロ・イムが雨を降らせて作物を助ける存在だということを知る。
闇の守り人
チャグムの護衛を無事に終えたバルサは、ジグロの供養のため自らの故郷のカンバル王国に向かう。バルサが幼い頃、王の主治医であったバルサの父親は王弟ログサムにおどされて王を毒殺させられた。口封じに自分共々バルサが殺されるのを恐れた彼は、親友で100年に1人の天才と言われる短槍使いジグロにバルサをつれて逃げるように頼んだ。それ以後バルサはログサムが死ぬまでジグロと共に逃げ、短槍を習い、生き抜いてきた。
その後、ジグロが死に、用心棒となったバルサは、チャグムの護衛を終えて自らの過去を清算しようと思い立ったのだった。しかしカンバルに帰ってみると、ジグロは戴冠式に使う国宝の金の輪を盗んだ謀反人の汚名を着せられていた。黒い闇に包まれたカンバルをバルサが救う。
夢の守り人
バルサの幼馴染、タンダの師匠トロガイはかつて、農民の女として先の見えた鬱屈とした人生に絶望していた。そんな時、夢の中の美しい湖畔の宮殿で、彼女は一人の男と恋に落ち、子を産み落とした。バルサは、人攫いたちに追われていた旅の歌い手、ユグノを救う。彼は、リー〈木霊〉たちに愛された、リー・トゥ・ルエン〈木霊の想い人〉だった。一方、第一皇子の死により皇太子となっていたチャグムは憂鬱だった。タンダやバルサなどに出会い、民衆の暖かさを知ってしまった彼が宮の暮らしを喜ぶはずはなく、ましてや、一度は自分を殺めようとした帝を尊敬出来る訳もなかった。
毎日不満を漏らすチャグムにシュガはつい、密かに自分が街におりてトロガイに呪術を習っていることを話してしまう。一気に懐かしさが増した彼は、その夜、夢の中で聞こえる声に惹かれ目覚めなくなってしまう。そのころ、皇子を亡くしたばかりの一ノ妃など目覚めなくなった者は他にもいた。タンダの兄の娘カヤもその一人であった。カヤを助けようと一人で呪術を行い、敵の罠にはまってしまうタンダ。肉体をすべて「花」に乗っ取られつつも、なんとか心を乗っ取られるのを防いだタンダは夢の中でチャグムを見つける。
虚空の旅人
新ヨゴ皇国の皇太子チャグムは隣国のサンガル王国の〈新王即位ノ儀〉に出席するため、相談役のシュガを伴い望光の都〈サンガル・ヤシーラ〉に入る。そこでサンガルの開放的な国の様子に魅了される。だが、このサンガル王国を支配しようとするタルシュ帝国からの密使、南のヨゴ人の呪術師が〈ナユーグル・ライタの目〉となった少女の体を使い、チャグムと親しくなったサンガルの第二王子、タルサン王子に呪いをかけ、次代の王となるカルナン王子に重傷を負わせる。チャグムは呪術師の陰謀を洗い出そうとする。
神の守り人
秋ごとの「ヨゴの草市」に行くタンダにつきあって、ロタ王国との国境に近い宿場町を訪れたバルサは、そこで人買いに連れられた兄妹に出会う。彼らはロタでは忌み嫌われる〈タルの民〉の子供だった。偶然にもバルサたちと同じ宿に泊まった人買いたちは、目に見えぬ何者かにのどを切り裂かれて死に、兄チキサもバルサも傷を負うが、妹アスラは無傷で気絶していた。さらに宿で火事が起こり、バルサはさらわれかけたアスラを救うが、タンダとチキサはとらわれる。
兄妹を追っているのは、タンダの知り合いでロタの呪術師スファルとその娘シハナだった。はるか昔、タルの民の娘が、血を好む残酷な鬼神タルハマヤを宿して〈サーダ・タルハマヤ〉となり、全ロタ人を恐怖の圧政で支配したこと、そして幾百年を経た今、その恐ろしき神が少女アスラを通り道として束の間現われたことを、スファルはタンダに語る。ゆえにアスラは消されねばならないのだと。だが〈サーダ・タルハマヤ〉の再臨を望む者たちもまた、ロタ王国に網を巡らしていた。
蒼路の旅人
タルシュ帝国の侵略を受けたサンガルは圧倒的な国力を前に秘密裏に降伏し、新ヨゴを罠にかけようと援助を要請してきた。新ヨゴの帝は罠と知りながら、チャグムの祖父にあたる海軍大提督トーサを暗に葬るため援助に差し向け、チャグムはこれに激怒し宮中で父を怒鳴りつけるという大過を犯してしまう。暗殺される運命で祖父の艦隊へ送られたチャグムは予想通りサンガルの罠に落ちるが、海士らの助けで暗殺の危機を脱し、逃走の機会を得る。だがその先にチャグムを待っていたのは、タルシュの密偵の捕囚となるという、さらに過酷な罠であった。
天と地の守り人
タルシュ帝国の脅威に対し、新ヨゴ皇国は鎖国を行っていた。密出入国の世話をしていたバルサは、山中で自らを探す狩人ジンからの使者に出会い、密書を通じて死んだとされているチャグムの生存とその目的、そしてチャグムの救助を託される。一方新ヨゴに留まっていたタンダの元にも、戦火が迫ろうとしていた。
流れ行く者
王の奸計により父を殺された少女バルサと、暗殺者の魔の手から親友の娘バルサを救ったが故に反逆者の汚名を着ることになったジグロ。二人は故国を捨て酒場や隊商の用心棒をしながら執拗な追手をかわし流れ歩く。その時々に出会った人々もまたそれぞれに過去を持つ流れ行く者たちであった。番外編に当たる守り人短編集。全4話収録。
浮き籾
ある秋、タンダ（11歳）の住む村の近くの集落で、娘が山犬に襲われた。ただ、それは単に「山犬に襲われた」のではなく、地に足の着かない暮らしぶり故に親類縁者から疎まれ、まともに弔われもしなかった、タンダの遠縁の男の祟りではないか、と村では噂された。
ラフラ〈賭事師〉
13歳のバルサは、ロタ王国の酒場で、ススット（サイコロを使う遊戯）をする老ラフラ（賭事師）のアズノと知り合う。アズノは、氏族長の重臣ターカヌと 50 年に及ぶ長いススットの勝負を続けていた。そして老いたターカヌに代わり勝負を引き継いだ孫のサロームと、公開で勝負の決着を付けることになる。
流れ行く者
ロタ王国の酒場で用心棒として働いていたジグロは、ある夜更けに突然高熱を発して寝込んだ。医術師の薬を飲んだジグロは間もなく回復したが、酒場の主人から「新しい用心棒を雇ったので今いる部屋を空けてくれ」と言われたのを機に、13歳のバルサを連れて新ヨゴへ向かうべく、護衛士として隊商に加わった。
寒のふるまい
小雪の舞うある日、タンダ少年は母親から食事の残りかす（豚や鳥の骨など）をもらって「寒のふるまい」（寒い時期に山の獣たちに食べ物を分け与えること）をしに山へ入っていった。ただし、それはタンダが山へ入ったりトロガイの家を訪ねたりするための口実でもあった。
炎路を行く者
運命に翻弄されながらも新ヨゴ皇国のために働こうとする皇太子チャグムを、同じく運命に翻弄されながら各々の立場から助けるバルサとヒュウゴの少年少女時代を描いた中編2編を収録。
炎路の旅人
南の大陸・ヨゴ皇国において「帝の盾」の息子として生まれたヒュウゴは、タルシュ軍に家族を皆殺しにされながら、河漁師のヨアンと、その娘、ナユグが見えるリュアンに助けられてただ一人生き残り、ケンカに明け暮れる無為な日々を過ごしていた頃、酒場を訪れたタルシュ兵に狙われた男を逃がすことに成功した。男は同じくタルシュに征服されたある国の出身で、現在はタルシュ軍の密偵として働いている、という。
十五の我には
チャグムを刺客の刃から辛うじて救ったバルサは、夜中にふと目を覚まし、チャグムと同年代の頃の自分を回想していた。回想の中の未だ半人前のバルサは、湧き上がる怒りを抑えきれず、自分たちを裏切った護衛士を侮って罠に嵌ってしまう。
春の光
『「守り人」のすべて 守り人シリーズ完全ガイド』に収録された短編。最終話として結婚したバルサとタンダの穏やかな日常が描かれる。
風と行く者
バルサはタンダと訪れた草市でサダン・タラム〈風の楽人〉と出会う。バルサは護衛士として彼らに付き添うが、サダン・タラムとの旅は、ジグロと共に彼らを護衛した20年前、15歳の頃の自分をバルサに思い起こさせるものだった。『炎路を行く者』収録の「十五の我には」は、本作の一場面を抜き出したもの。『天と地の守り人』以来はじめての長編。

### 作品内の時系列
小説版の各作品における時系列と、バルサとチャグムの年齢を示す。なお、守り人の世界では年齢は数え年である。
| バルサ | チャグム | 季節 | 作品                       |
| ------ | -------- | ---- | -------------------------- |
| 30     | 11       | 秋   | 『精霊の守り人』開始       |
| 31     | 12       | 夏   | 『精霊の守り人』終了       |
| 31     | 12       | 秋   | 『闇の守り人』開始         |
| 32     | 13       | 春   | 『闇の守り人』終了         |
| 32     | 13       | 夏   | 『夢の守り人』             |
| 32     | 13       | 秋   | 『神の守り人』開始         |
| 33     | 14       | 新春 | 『虚空の旅人』             |
| 33     | 14       | 春   | 『神の守り人』終了         |
| 34     | 15       | 春   | 『蒼路の旅人』開始         |
| 35     | 16       | 春   | 『蒼路の旅人』終了         |
| 35     | 16       | 春   | 『天と地の守り人』開始     |
| 36     | 17       | 夏   | 『天と地の守り人』本編終了 |
| 37     | 18       | 夏   | 『天と地の守り人』後日譚   |

## 登場人物
担当声優はラジオドラマ / アニメの順に表記。「演」はテレビドラマ版の配役。

### 主要人物
バルサ
声 - 唐沢潤、岡珠希（幼いバルサ） / 安藤麻吹
演 - 綾瀬はるか、清原果耶（少女期）、横溝菜帆（幼少期）
「守り人シリーズ」の主人公。物語開始時30歳。女性ながら「短槍使いのバルサ」の通り名で知られる凄腕の用心棒。
幼少時、カンバル国王の主治医だった父・カルナが王家内の策謀に巻きこまれ、バルサ自身も口封じに殺されそうになっていたところを、父の友人だった武人ジグロ・ムサに助けられて国外に逃亡。以降、追っ手から逃れ諸国を放浪しながらジグロに育てられた。その最中、ジグロに武術の才能を見出され、短槍術や格闘術を習う。ジグロの病死後、ジグロが殺してしまったカンバルの〈王の槍〉たちへの弔いとして「8人の命を助ける」誓いを立て、用心棒稼業で人々を守りながら放浪を続けている。
子供の頃、ジグロと共に呪術師トロガイの家に居候していたことがあり、トロガイの弟子で同年代のタンダとは幼馴染である。子供の頃からジグロの激しい槍の稽古で怪我をする度にタンダの治療を受けており、タンダが一番大切な存在になっている。
チャグム
声 - 大久保祥太郎 / 安達直人
演 - 小林颯→板垣瑞生
「旅人シリーズ」の主人公。物語開始時は11歳で、新ヨゴ皇国の第二皇子だったが、精霊の卵を産み付けられたことで父帝に命を狙われ、宮から逃れて下界で暮らした。その間に皇太子サグムが亡くなり、精霊の卵の一件も解決したため、皇太子として再び宮に迎えられた。
もともと気骨のある賢い少年であったが、数奇な経験による精神的成長を経て、民思いの優しさと強さを併せ持つ皇太子となり、若くして名君の器と言われる。一方で父帝との間には、消せないわだかまりと相容れない気質の違いが越えられぬ壁となっている。たまにナユグが見え、タンダのおかげで少しだけ呪術も使える。
タンダ
声 - 建蔵 / 辻谷耕史
演 - 東出昌大、若山耀人（少年期）
薬草師で、バルサの幼馴染み。当代随一といわれる呪術師トロガイの弟子。バルサより2歳年下。新ヨゴ皇国の主要民族であるヨゴ人と先住民族ヤクーの混血（母方の祖母がヤクー）。
幼い頃から、人の顔に死の影を見たり、人には見えない鳥が見えたりしたため、親兄弟にも変人扱いされていたが、トロガイに呪術の素質を見出され、家を離れた。呪術師としての力も持つが、幼い頃から武術の稽古で傷だらけだったバルサの怪我を診ていたため薬草の知識や治療術のほうが長けている。お人好しでのんびりとした性格で、バルサを大事に思っている。
トロガイ
声 - 渡辺美佐子 / 真山亜子
演 - 高島礼子
当代一と言われるヤクーの呪術師。トロガイ師とも呼ばれる。物語開始時約70歳。タンダの師匠で、普段は各地を放浪している。
呪術やヤクーの伝承・知識に長けるだけでなく、超人的な気力・体力の持ち主であり、とてつもない火事場の馬鹿力を発揮する場面もある。『精霊の守り人』での一件から星読博士のシュガに乞われ、ヤクーの知恵を密かに教えている。もともとは農民の子で、トムカという名であった。

### 新ヨゴ皇国

#### 皇家
帝
声 - ― / 斧アツシ
演 - 藤原竜也
現在の帝。名は作中に登場しない。サグム、チャグム、ミシュナ、トゥグムの父。
一ノ妃
声 - ― / 紗ゆり
演 - 奥村佳恵
先の皇太子サグムの母。サグム亡き後、宮にこもっている。
サグム
声 - ― / 小林良也
演 - 中野魁星
帝の最初の皇子で、一ノ妃の子。皇太子だったが、『精霊の守り人』終盤に病死した。
小説・テレビドラマ版では、生前チャグムとほとんど交流がなかった。テレビアニメ版では異母弟のチャグムの良き兄として描かれている。
二ノ妃
声 - 斉藤とも子 / 篠原恵美
演 - 木村文乃
チャグムの母。トーサ海軍大提督の娘。
チャグム
主要人物の項のチャグムを参照。
トゥグム
演 - 高橋幸之介
帝の第二皇子。チャグムが皇太子になった後に生まれた。
小説では三ノ妃の子で、チャグムの異母弟にあたる。テレビドラマ版では二ノ妃の子で、チャグムの同母弟。
ミシュナ
帝と三ノ妃の娘。トゥグムの姉。異母兄のチャグムを慕っている。テレビドラマ版では登場しない。
トルガル
声 - 石住昭彦 / ―
新ヨゴ皇国を建国した初代帝。水妖を退治したとの伝説が残る。

#### 星読み
シュガ
声 - 織田優成 / 野島裕史
演 - 林遣都
星読博士。将来の聖導師候補の1人と目される、若き俊英。漁師の子として生まれたが、星読みの試験〈星ノ試し〉に合格し、星読博士となった。
チャグムが皇太子になって以降は、チャグムの教育係も兼ね、宮廷内でチャグムが信頼を置く数少ない相手である。また密かにトロガイからヤクーの呪術や世界観を学ぶようになり、多少の呪術が使えるようになった。
ヒビ・トナン（聖導師）
声 - 草薙幸二郎 / 石森達幸
演 - 平幹二朗→鹿賀丈史
星読博士の最高位である聖導師。新ヨゴ皇国の闇の部分も知り、政治を影から操っている。老練で、切れ者である。物語開始時74歳。
ガカイ
声 - ― / 中博史
演 - 吹越満
シュガの先輩にあたる星読博士。テレビアニメ版では皇太子サグムの教育係。テレビドラマ版ではシュガの出世を妬む人物として描かれている。
カイナン・ナナイ
声 - 酒向芳 / ―
初代聖導師。「大聖導師」とも。海の向こうのヨゴ本国からトルガルらを導き、新ヨゴ建国後もトルガル帝を支えたとされる。

#### 武人
モン
声 - 若松武史 / 楠見尚己
演 - 神尾佑
帝が密かに抱える隠密集団「狩人」の頭。「モン」は数字の1を意味し、本名ではない。
ジン
声 - 渡辺卓 / 松風雅也
演 - 松田悟志
「狩人」の一員。「ジン」は数字の2を意味する。

ハルスアン・トーサ
演 - 伊武雅刀
海軍大提督。二ノ妃の父親で、チャグムの祖父にあたる。
ラドウ
演 - 斎藤歩
陸軍大提督。

#### その他
トーヤ
声 - 村上想太 / 浅野まゆみ
演 - 加藤清史郎
首都・光扇京の扇ノ下（庶民街）の橋の下に暮らす孤児の少年。血の繋がりのないサヤと長年2人で暮らしてきた。「なんでも屋」と称し、客に頼まれた物品を市場で調達するといった雑務を生業にしている。かつてバルサに助けられ、恩義を感じている。
『精霊の守り人』の一件の後はサヤと結婚。「なんでも屋」を屋号として街に店を構えて商売をするかたわら、バルサとトロガイの連絡役や、シュガとトロガイが密会する場所の提供などをしている。
サヤ
声 - ― / 広橋涼
演 - 彩島りあな
孤児の少女。よく喋るトーヤとは対照的に大人しいが、賢い。

マーサ・サマド
演 - 渡辺えり
四路街にある、工房を兼ねた大きな衣装店の大奥様。かつて用心棒として雇ったジグロとバルサに息子の命を助けられたことがある。
トウノ・サマド
演 - 岩崎う大
マーサの息子で、衣装店の主。

### カンバル王国

#### 王家
ナグル
演 - 黄川田将也
ヨラム王の長男で、ログサムの兄。争いの果てに王に即位するが、ログサムに暗殺される。
ナグルの妃
演 - 村川絵梨
テレビドラマ版にのみ登場。
ログサム
演 - 中村獅童
ヨラム王の次男で、ナグルの弟。王権争いでわざと兄に王位を譲った後、医師カルナを脅して毒を盛らせることで兄ナグルを暗殺し、王位を手に入れた冷酷な男。カルナの幼い娘であるバルサも口封じに殺そうとしたが、ジグロが彼女を連れて逃げたため、ジグロにとって友でもある〈王の槍〉たちをジグロへの刺客として送り、ジグロと殺し合わせた。
小説・ラジオドラマ版では、物語が始まる前に病死している。
テレビドラマ版では存命で、引き続きカンバル王位に就いている。バルサはログサムを暗殺しようとしたことでお尋ね者になる。
ラダール
声 - IKKAN / ―
演 - 中川晃教
ログサムの息子。小説・ラジオドラマ版ではカンバル王。気弱で優柔不断。

#### ムサ氏族
ジグロ・ムサ
声 - 酒向芳 / 西凛太朗
演 - 吉川晃司
バルサの育ての親で、百年に一人といわれた天才的な短槍使い。元々は王国最高の武人〈王の槍〉九人の一人で、最年少ながら最高位に就いており、国王ナグルの武術指南役も務めていた。ナグル暗殺の陰謀に巻き込まれた親友カルナの頼みを受け、彼の愛娘バルサの命を守るため、地位や名誉といった全てを捨てバルサとともに逃亡。ログサムが刺客として放ったかつての友〈王の槍〉たちと戦うという苦しみを背負う。バルサとともにトロガイの小屋に身を寄せたことがある。物語開始前に肝臓の病で病死している。

カグロ
声 - 松井範雄 / ―
演 - 渡辺いっけい
ジグロの兄。
小説・ラジオドラマ版ではムサの氏族長。厳格な人物で、かつては武術も優れていたが、狼に襲われて右目と右腕を失った。
テレビドラマ版ではログサムに仕える〈王の槍〉の一人で、かつて弟のジグロから槍舞いを教わった。
ユグロ
声 - 隆大介 / ―
ジグロの弟。ムサ氏族の現在の〈王の槍〉の1人で、当代ではカンバル最強の武人。カンバルでは大罪人とされているジグロから槍舞いを継承し、また表向きはジグロを討ったことになっている。
テレビドラマ版では制作者の意向で登場しない。
カーム
声 - 大沢健 / ―
演 - 降谷建志
カグロの長男。

#### ヨンサ氏族
バルサ
主要人物の項のバルサを参照。
カルナ
声 - 石住昭彦 / 藤原啓治
演 - 上地雄輔
バルサの父。ナグル王の主治医だったが、ログサムに脅されナグル王毒殺に加担する。一人娘のバルサを親友のジグロに託した後、ログサム王の手の者に殺されたとみられる。
ユーカ
声 - 五大路子 / ―
演 - 花總まり
バルサの叔母。カルナの妹で、ジグロとは幼馴染。施療院を開いている。
ラルーグ
声 - 納谷悟朗 / ―
演 - 武田鉄矢
ヨンサの元氏族長。王国内の長老の一人で、前回の〈ルイシャ贈りの儀式〉を直接知る数少ない人物。

### ロタ王国

#### 王室・貴族
ヨーサム
演 - 橋本さとし
ロタ国王。
イーハン
演 - ディーン・フジオカ
ヨーサム王の弟。

### タルの民
アスラ
演 - 鈴木梨央
〈畏ろしき神〉タルハマヤを召喚する「異能」を持つ少女。兄のチキサともども、目を引くような美しい顔立ちをしている。タルハマヤを我が身に封じた後、新ヨゴ皇国の四路街で衣装店を営むマーサのもとに預けられる。
チキサ
演 - 福山康平
アスラの兄。〈畏ろしき神〉タルハマヤの力に翻弄される妹の身を案じる。後に、アスラと同様マーサのもとに預けられる。
トリーシア
演 - 壇蜜
チキサとアスラの母。2人の子とともに禁忌の地に侵入、タルハマヤを召喚する異能をアスラに目覚めさせた後、チキサとアスラの目の前で処刑された。

### タルシュ帝国

#### 帝室
オーラハン
タルシュ帝国皇帝で、ハザールとラウルの父。僅か一代で他国を征服し、帝国を超大国へと育て上げた名君。現在は重病の床にある。40代になるまで子宝に恵まれず、六人の子を得たが2人を事故と病で亡くした。後述の太陽宰相・アイオルとは旧知の仲。物語の終盤に、後継者の名指しをアイオルに任せて没する。一般的に大柄な体躯で知られるタルシュ人にしては小柄であった。
ハザール
タルシュ帝国の第一王子で、次代皇帝の座を弟のラウルと争っている。南方の遠征を行う〈南翼軍〉の総司令官。読書を好む、物静かな男で、母である皇后に似て細面で長身。弟・ラウルに先を越され、北の大陸遠征軍の指揮権を奪われるが、名誉回復の為にロタ王国にヨゴ人の〈ターク〉を送り込み、かねてより調略を行っていた、現王制に不満を持つ南部諸侯に決起を呼びかけ、またカンバル王国にも南部諸侯側として、ロタの内戦に介入する約束を取り付ける。
ラウル
演 - 高良健吾
タルシュ帝国の第二王子で、次の皇帝の座を兄ハザールと争っている。ヒュウゴにチャグム誘拐を命じた本人。サンガル攻略における功とチャグムの捕縛を評価されて、北の大陸侵攻での指揮権を皇帝より与えられた。捕虜となったチャグムにタルシュ帝国の国力を見せつけ、服従を迫る。
ユラル
タルシュ帝国の第三王子で、皇帝の三男。初登場時二十三歳。
カサリナ
タルシュ帝国の皇女で、皇帝の末娘。初登場時二十歳で、昨年結婚したばかりである。

#### タルシュの官僚・将軍
アイオル
タルシュ帝国の太陽宰相で、皇帝・オーラハンの右腕。かつては帝国に併合されたコーラナム王国国王の側室の子だったが、その優れた才能を見出され、太陽宰相に就く。就任後は帝国の最盛期を築く手腕を発揮した。前述の経歴とその人柄から、他の枝国出身官僚からは慕われている。臨終の際の皇帝から、後継者の名指しを任される。その1ヶ月後、ハザールとラウルに自領の統治状況と今後の展望を記した文書を差し出すよう言い渡すが、ラウルに「国獲りの功績を選定範囲に入れずに吟味する事は、父の遺志に反する」と言われるが、領地は皇帝から任された国土だけでなく、国獲りで得た枝国も入る、と説明する。そして、「功績とは、国獲りで得た枝国の数ではなく、その枝国を征服した事で領地と領民が豊かになっているかだ」と国獲りの真の意味を交えながら反論する。
ハミル
タルシュ帝国の南翼宰相で、ハザールの右腕。カラル枝国の出身。
クールズ
演 - 小市慢太郎
タルシュ帝国の北翼宰相で、ラウルの右腕。生粋のタルシュ人で、属国の出身ながらも目ざましい出世をしているヒュウゴや新ヨゴ皇国皇太子のチャグムに対して威圧的な態度で臨むなど、タルシュ至上主義に傾きがちである。ヨゴ皇国征服の功で現在の地位についた、優秀な人物であるが、タルシュ人ゆえ枝国人の不満などの細かい箇所までに、目が届かない。
シュバル
演 - 角田信朗
タルシュ帝国〈北翼〉軍将軍で、対新ヨゴ皇国緒戦総指揮官。オルム王国やヨゴ皇国との征服戦争で活躍した英雄で、戦の天才。タラノ平野での緒戦で、三万の軍勢で新ヨゴ皇国軍二万五千を撃退した後、息子のラシュバンに兵を託し増援の一万の帝国軍を率いて、東回りで光扇京へ進撃する。
ラシュバン
タルシュ帝国〈北翼〉軍将軍で、シュバルの長男。タラノ平野での緒戦後、父のシュバルから任された、二万のタルシュ軍を率いて、西回りで光扇京へ侵攻する。皇国軍の抵抗を殆ど受けずに、都に至る最後の要衝、ヤズノ砦の攻撃するが、背後からチャグム率いる、ロタ・カンバル連合軍に奇襲を仕掛けられ、大損害を被り、タラノ平野に設けた補給基地へ敗走する。

#### ヨゴ皇国
アラユタン・ヒュウゴ
演 - 鈴木亮平
タルシュによって滅ぼされた南のヨゴ皇国の戦災孤児から身を起こし、現在はラウル王子の密偵をしている。若さに似合わぬ切れ者で、『蒼路の旅人』でチャグムを誘拐する。どこかチャグムに同情しているような節がある。火事が苦手らしい。
少年時代のヒュウゴを主人公とした「炎路の旅人」は、『炎路を行く者』に収録されている。

## 登場国

### 北の大陸
本作の舞台となる国が多数登場する大陸。ナユグ、ノユーク、ナユーグルなど様々な名前で呼ばれる異界の存在が知られている。温暖湿潤のナヨロ半島、寒冷地のカンバル王国、熱帯のサンガル半島、乾燥した草原地帯のロタ王国と気候に大きな差がある。肥沃な土地は新ヨゴ皇国領のナヨロ半島とサンガル王国領のサンガル半島、ロタ王国の南部程しか無く、その他の土地は痩せている。さらに北や西へ行くと山脈や永久凍土といった不毛の地ばかりである。尚且つ、文明も未発達で人口も少ない。
新ヨゴ皇国
バルサ、トロガイ、チャグム、タンダ、シュガなど、物語中の中心人物ほぼ全員の住む国（バルサ、トロガイの場合は定住していないので最近生活している国）。作中より約250年前に、海を隔てて南に位置する「ヨゴ皇国」から王位継承権争いを嫌い、海を渡って来たトルガル帝によって建国された移民国家。都は光扇京。
最高権力者は帝（みかど）で、彼は3人の后をめとることができる。また、皇族は〈天ノ神〉の子孫と信じられており、その目には神通力が宿ると畏れられ（実際はそのような力は無い）、一般の国民が皇家の者を見ると、目がつぶれると信じられている。この国では、基本的には帝の第一子が帝位を継ぐ。また、帝位継承権は継承者が自分から放棄することはできず、継承権から逃れる方法は死ぬ（病死か事故死、またはそれに見せかけた暗殺）以外ほとんどない。
この国において最も特徴的な制度が、国教の〈天道〉と星読博士の制度であり、星読博士の最高位、聖導師が帝の助言者として政治を動かしていく。
帝直属の暗殺者である〈狩人〉以外の兵力は、あまり強力ではないらしく、屈強な軍という表現はされていない。建国以来戦を経験しておらず、数百年前にヨゴ皇国で著された「戦法百覧」という兵法書が現在でもそのまま重んじられている。
カンバル王国
新ヨゴ皇国の北、青霧山脈を越えていった向こうにある国。国土の大半は山地で、その地下には網の目のように洞窟が伸び、洞窟の奥には《山の王》が支配する「闇の王国」がある。十の氏族があり、それぞれを氏族長が治め、それを束ねるのがカンバル王で、王都に住む。武人集団〈カンバル王の槍〉が王を補佐する。貧しい国で、自給できる食糧は痩せた土地でも栽培できるガシャ（芋）と、カンバル・ヤギの乳くらいしかないため、唯一の財源〈ルイシャ（青光石）〉を輸出することによって近隣国から穀物を買い入れている。この宝石は《山の王》からの贈りもので、およそ二十年ごとに《山の底への扉》が開き、王と〈王の槍〉とその従者が山の底の闇へ下って持ち帰るものだが、《ルイシャ贈りの儀式》の内容は固く秘密にされており、余人が知ることはない。兵数は決して多くはないが、短槍を操る騎兵の屈強さは近隣諸国に知れ渡っている。
ロタ王国
新ヨゴ皇国の西隣に位置する国。国内から輸出できる財産が実質的に鉄鉱石などしかなく、北部の氏族は遊牧中心で、冬の厳しい寒さと狼の被害で貧しい一方、南部の大領主は肥沃な穀倉地帯とサンガルとの貿易で栄える港湾都市があり豊かであり、格差が激しく、たびたび衝突が起きる。ヨーサム王が統治し、王弟イーハンが兄王を助ける。また、ロタ人のほかに、〈タルの民〉や〈川の民〉と呼ばれる少数民族が住む。ロタ人は遊牧民族で、騎兵を主力とした強力な軍隊を持っている。
サンガル王国
新ヨゴ皇国の南に位置し海に面している国。王都のあるサンガル半島と大小様々な島々からなる海洋国家で、貿易や漁業が盛ん。国王はカルナン。国風は自由だが、王族の祖先は海賊であった為、皆計算高く利に聡い。家庭の主導権は女性(妻)が握るのが特徴的で、王室の姫達は、他国の深窓の姫君とは違い、幼い頃から国内の主要な島々を巡って国の現状を教えられる事に加え、相当の政治的発言力と独自の情報網を持つ。ラッシャローと呼ばれる海を漂いながら一生を船で過ごす少数民族もいる。王都は「珊瑚のような都」や「海に浮かぶ宝石」と評される〈サンガル・ヤシーラ(望光の都)〉。

### 南の大陸
北の大陸とは、ヤルターシ海やスガル海などの大海を隔てて位置する。北の大陸を遥かに上回る広大な面積を有する。古くから列強が割拠し、戦乱が絶えなかったが、近年タルシュ帝国が急激に国力を上げ、大陸統一に向けた動きを見せ始めた事で、諸国が次々に征服されていった。現在では、大陸の殆どが帝国の支配下に入った為、その矛先は新ヨゴ皇国のある北の大陸に向きつつある。タルシュの国獲りによる経済発展で、大陸諸国はかつてないほどの繁栄と平和を謳歌しているが、同時に新参者の枝国（属国）は重税と圧政に喘いでいる。肥沃な土地と資源が豊富にある事から、人口が多く文明が高度化している。
タルシュ帝国
南の大陸にある超大国で、人口は2700万人を超える。太陽神・アルェを崇拝している。帝国主義で、ヨゴ皇国を始めとする他の国々を次々と併呑し北の大陸へ迫る。サンガルは秘密裡に降伏、次に新ヨゴ、ロタ、カンバルへと食指を伸ばそうとしている。国獲りにより豊かになった国であり、属国に戦費を払わせることで自国に反逆する国力を奪い、服属させた国の国民に兵役を課し、これによって圧倒的な軍事力を誇る。タルシュ兵として武功をあげた国民は、〈コムス(臣民権)〉と呼ばれる特権を与えられ、税をタルシュ人と同額に減税される。ただし、侵攻に際しては、相手国に〈ターク(鷹)〉と呼ばれる密偵を送り込んで綿密な情報収集を図り内紛を誘発する、内通者を通じて降伏を勧告する、等の「戦わずして勝つ」手段を優先する。タルシュ人は赤銅色の肌をし、銀色の目と髪をもち、大柄である。しかし民族による差別はなく、能力次第で身分や出身国に関わらず出世する道が開かれており、枝国（従属国）出身の様々な肌の色の者が重要な官職に就いている。皇帝・オーラハンの右腕である太陽宰相・アイオルもコーラナム枝国の出身。二人の王子、長男のハザールと次男のラウルがおり、手柄を競い、次期皇帝の座を争っている。国獲りで巨大化したタルシュ帝国は国内の資源が豊かになった事で、文明が進歩し高い工業技術を備えるようになった。その為、新ヨゴとの緒戦では、投石機やバリスタなどの攻城兵器を投入した。また、征服した国では農地の灌漑整備、新たな都市計画や街道の整備、幅広い運河の建設などを行い、税収を豊かにしようとする。帝都の〈ラハーン〉は皇帝がおわす〈ラウ・ハーラン(太陽宮殿)〉や皇族の居城を中心に石造りの建物や運河、幅広い道路などがある壮麗で広大なものである。
ヨゴ皇国/ヨゴ枝国
南の大陸にある国で、南の大陸に新ヨゴ皇国を建国した聖祖・トルガル帝や〈北翼(ラウル王子陣営)〉の〈ターク(鷹)〉であるアラユタン・ヒュウゴの出身国でもある。かつては西隣のオルム王国とホーラム王国を征服する程の列強国であったが、激しい帝位継承権争いの内紛で国力が衰退し、作中の15年前にタルシュに征服された。ヨゴ皇国からの移民が建国した新ヨゴ皇国とは、言語、文化、政治制度などの面で類似する部分がある。
コーラナム王国/コーラナム枝国
南の大陸にある国で、タルシュ帝国の西隣に位置する。帝国内では、最も早く枝国となった国である為、国民の殆どが〈コムス(臣民権)〉を手にしており、さらに太陽宰相・アイオルを始めとするコーラナム人が重職に就いている為、タルシュ人と共に繁栄を謳歌している。古代からの優れた文明を継承し長く繁栄していたが、タルシュの国獲りの最初の標的として征服された。若かりし頃の皇帝・オーラハンはここで後に親友として、長年自分を補佐し続けることになるアイオルと出会う。
トーラム王国/トーラム枝国
南の大陸にある国で、タルシュ帝国南西部にある〈オーラム・ハラ・イー(大いなる渇きの地)〉という砂漠に位置する。戦を好んでおり、国民一人一人の男子が戦士となっていたなど、軍国主義の様相を呈していた。王室内の内紛に乗じてタルシュに征服された。酒場で働いていたヒュウゴを帝国軍に誘った、〈南翼(ハザール王子陣営)〉の〈ターク(鷹)〉であるオウル・ザン(砂漠の鼠という意)の出身国である。ヒュウゴ曰く、ヨゴ皇国が征服される、随分前に枝国になったらしい。
オルム王国/オルム枝国
南の大陸にある国で、タルシュ帝国とヨゴ枝国に挟まれたアーロウ山脈に沿って位置する小国である。古くから南のホーラム王国と共に東のヨゴ皇国の属国として支配されていたが、ヨゴに衰退の兆しが見えるや否や、反旗を翻し独立。その後はヨゴと国境線を巡る戦争を繰り返したが、西から侵攻してきたタルシュに征服される。帝国内では、まだ比較的、新しい枝国である事から、一部の国民しか〈コムス(臣民権)〉を手にしていないらしく、国民は貧しい生活を強いられている。その状況を打開する為、オルム枝国軍は、ヨゴや北の大陸の遠征軍への従軍、西方国境の防衛に当たるなどして、〈コムス(臣民権)〉を獲得しようとしている。
ホーラム王国/ホーラム枝国
南にある国で、オルム王国の南にありアーロウ山脈に沿って位置する小国。北のオルム王国と同じく古くから東のヨゴ皇国の属国として支配されていたが、ヨゴに衰退の色が濃くなると、反逆をし独立。オルムと共に国境線を巡る戦争を始めたが、オルムがタルシュに降伏した後すぐに征服される。新参者の枝国であり、重税によって苦しんでいる。
カラル王国/カラル枝国
南の大陸にある国で、コーラナム王国の北に位置する。スガル海の島々を支配下に入れているが、作中の5年前のタルシュの征服と同時にスガル海も帝国領に入った。征服前は北方のロタ王国と交易を行っていた。そこに住むカラル人は、黒い肌と大きな目が特徴。スガル海のラッシャロー達は、ニケ島という島の漁民として暮らすよう強制され、家族を兵役に取られている。南翼宰相・ハミルの出身国。
アラ・ジール王国
南の大陸にある国で、タルシュ帝国の〈北翼領（ラウル王子の領地）〉の西隣に位置する。砂漠の国で、タルシュとの国境に度々侵入しては、アルマスールなどの要塞都市に襲撃を仕掛ける「悩みの種」で、タルシュ帝国側からは蛮族視されている。

## 用語
短槍
武術に用いる槍で、バルサやジグロなどが使用する。北のカンバル王国で盛んであり、同国の王の護衛である「王の槍」は最強の短槍使いとして名高い。
天道
南の大陸のヨゴ皇国のもととなった、〈古ヨルサ王国〉の時代から続く学問であり宗教。星読博士たちが、〈星ノ宮〉で〈天ノ相〉を読み解き、国の未来を予想する。
星読博士
新ヨゴ建国を担った大聖導師カイナン・ナナイが作った制度で、星の位置や空の様子〈天ノ相〉を見ることによって未来を占う、〈天道〉という学問を学び国政に反映させる職務を担う。身分を問わず広く候補者を募り（星ノ試し）、その中から才能のある者のみを見習いとして選び出す。見習いが正規の「星読博士」になるまでに、短くても10年、長い場合には30年かかる。その最高位である聖導師は政治にも深く関わる重要な役職で、国の闇の部分にも深く関わっている。
狩人
新ヨゴ皇国の帝直属の隠密。彼らは末子継承の世襲制で、いずれ劣らぬ武術の達人であり、また暗殺や諜報もこなす凄腕の武人たちからなる。同様の役割を担う者は、ロタ王国の〈カシャル（猟犬）〉やタルシュ帝国の〈ターク（鷹）〉など、新ヨゴ皇国以外の国にもいる。
ヤクー
現在新ヨゴ領であるナヨロ半島に昔から住んでいた先住民。ヨゴ人が海を渡って来た際には戦いを避けて山間部へ退いたが、次第にヨゴ人と交わるようになっていった。トロガイはヤクーであり、タンダは混血である。ヨゴ人との混血を繰り返しているため、純粋なヤクーは現在ではそれほど多くない。サグやナユグという独自の世界観を持つ。
サグ
ヤクー達の世界観で言う「こっちの世界」で、人々が普通に生活している世界。ナユグと重なって存在しており、場所によってナユグとの重なりが大きい場所がある。
ナユグ
ヤクー達の世界観で言う「あっちの世界」で、精霊などがいる世界。サグと重なって存在する。カンバルなど他国にも、「あっちの世界」を指すノユーク、ナユーグルなど、似たような呼び名がある。呪術を用いて見ることができるが、普通に見ることができる者も稀にいる（アスラやチャグムなど）。季節のサイクルが非常に長い。
王の槍
カンバル王国最強の武人集団で、各氏族長筋の男たち（氏族長の息子あるいは弟。カンバルでは武人の血は父から息子に流れるとされる）から選ばれた槍の使い手、合計9人が選ばれて王を守り補佐する。王の代替わりに際しては、儀式において9人の「王の槍」全員が新たな王を承認することを建前とする。
ルイシャ（青光石）
カンバル原産の青く発光する宝石。非常に高価で、カンバルの国庫を担う重要な輸出品である。どのように産出するかは秘密にされ、ごく一部の者しか知らない。
山の王
カンバル王国の地下深くにある「闇の王国」の王。「王」と称されるが人間とは全く異質の存在で、ノユーク（ナユグと同義）の生き物である。カンバルの輸出品「ルイシャ」は、約20年に1度行われる《ルイシャ贈りの儀式》の際にこの「山の王」からカンバル国王に贈られる、とされるが、その詳細はごく一部の者にしか知らされない。
タルの民
ロタ王国に住む、ロタ人とは別の民族で、「畏ろしき神（タルハマヤ）を招く力のある異能者〈サーダ・タルハマヤ〉が生まれ、ロタを支配する」という言い伝えを持つ。美しい顔立ちが特徴。彼らはその言い伝えと、隠された歴史故にロタ人から疎まれ、深い森の奥で陰（タル）に隠れて生きている。
川の民
ロタ王国に住む、ロタ人とは別の民族で、川辺に竪穴建物を建てて住んでいる。ロタ人と比べると、ほぼ頭一つ分ほど小柄。呪術の才能を持つ者が生まれることがあり、彼らは訓練を経て「カシャル（猟犬）」となりロタ王に仕える。
タルハマヤ
ロタ王国の伝承に登場する創造神アファールの鬼子で、異界〈ノユーク〉に春が訪れると川の流れに乗ってロタにやって来て、タルの民の少女〈サーダ・タルハマヤ（神と一つになりし者）〉を依代として姿を現す、とされる。「畏ろしき神」の異名のとおり、血と殺戮を好み、その力を得た〈サーダ・タルハマヤ〉はロタ全土を恐怖の下に支配した、と伝えられている。
ラッシャロー
北の大陸と南の大陸を隔てるヤルターシ〈海〉に住む民族で、定住することはなく生涯を海の上で過ごす。風や潮を読む能力や船を操る才に秀でる。
ナユーグル・ライタの目
サンガルには「海の底には異界〈ナユーグル〉があり、〈ナユーグル・ライタ〉という民が住む」という伝承がある。〈ナユーグル・ライタ〉は5歳前後の子供の魂を乗っ取って海上の世界を覗くことがあり、乗っ取られた子供は「ナユーグル・ライタの目」と呼ばれる。「ナユーグル・ライタの目」は目隠しをされて王宮で最上級のもてなしを受けた後に海に還される（沈められる）。
アルェ
タルシュ帝国で信仰されている太陽神のことで、それを祀る祭司の集団を〈アルェ・コウ (太陽神の口) 〉と呼び、皇帝にアルェの予言などを伝える。属国のヨゴ枝国の呪術師や星読博士と関係が深い。タルシュの北の大陸への遠征は、彼らの「南の大陸がナユグの秋の到来による寒冷化で土地が痩せ、逆に北の大陸がナユグの春の到来による温暖化で土地が豊かになる」という、予言が要因である(実際に、帝国内では凶作や漁獲量の減少、気温の低下などの現象が起こっており、特に〈カールズ・ノ・ハイ (白い山脈) 〉と呼ばれる大山脈がある南部では被害が深刻であった)。

## ラジオドラマ
「青春アドベンチャー」（NHK-FM）でラジオドラマ化。各回15分、全10話。沢りつおが語りを担当している。

### 放送日
- 『精霊の守り人』 全10話 2006年8月7日 - 18日（再放送：2007年4月2日 - 13日、2016年2月15日 - 26日[12]）
- 『闇の守り人』 全10話 2007年4月16日 - 27日（再放送：2017年1月16日(月) - 20日、2017年1月23日 - 27日[13]）

### スタッフ（ラジオドラマ）
- 原作 - 上橋菜穂子
- 脚色 - 丸尾聡
- 選曲 - 伊藤守恵
- 演出 - 真銅健嗣
- 技術 - 藤井芳保、水野友晴（『精霊の守り人』）、高橋英明（『闇の守り人』）
- 音響効果 - 西ノ宮金之助、稲葉護（『精霊の守り人』）、岩崎進、片平洋資（『闇の守り人』）

## テレビアニメ
2007年4月7日から9月29日に、NHK-BS2の衛星アニメ劇場枠で放送された。全26話。2008年4月5日、NHK教育テレビが土曜日午前9時からの枠で再放送を開始。また、2016年4月29日からNHK総合テレビで再放送が開始した。
本来感じるだろう作者のここが違うというものがまるでなくこのアニメが好きで幸福だ、と上橋は発言している。また、放送に先立ち、2007年1月19日放送のNHK総合テレビ「にんげんドキュメント」に、監督の神山健治が出演している。
第1話の川の風景は、神山監督の故郷である秩父の風景がモデルである。

### スタッフ（テレビアニメ）
- 原作 - 上橋菜穂子
- 監督 - 神山健治
- 助監督 - 吉原正行
- キャラクターデザイン - 麻生我等
- 美術監督 - 竹田悠介
- 色彩設計 - 片山由美子
- 撮影監督 - 田中宏侍
- 編集 - 植松淳一
- 音響監督 - 若林和弘
- 音楽 - 川井憲次
- プロデューサー - 横山真二郎、松田章男、松本寿子→南部奈保子、西村知恭
- アニメーション制作 - Production I.G
- 製作 - 「精霊の守り人」製作委員会（電通、ジェネオンエンタテインメント、NHKエンタープライズ、Production I.G）

### 主題歌
オープニングテーマ「SHINE」
作詞 - hyde / 作曲 - tetsu / 編曲 - L'Arc〜en〜Ciel・西平彰 / 歌 - L'Arc〜en〜Ciel（Ki/oon Records）
エンディングテーマ「愛しい人へ」
作詞・作曲 - タイナカサチ / 編曲 - 安部潤 / 歌 - タイナカサチ（SISTUS RECORDS）
挿入歌「ナージの唄」
歌 - 不明 / 作詞 - ジョン・ナージル / 作曲・編曲 - 川井憲次

### 各話リスト
| 話数 | サブタイトル         | 脚本              | 絵コンテ   | 演出             | 作画監督          | 放送日        |
| ---- | -------------------- | ----------------- | ---------- | ---------------- | ----------------- | ------------- |
| 1    | 女用心棒バルサ       | 神山健治          | 神山健治   | 河野利幸         | 後藤隆幸          | 2007年 4月7日 |
| 2    | 逃げる者 追う者      | 岡田俊平 神山健治 | 別所誠人   | 佐山聖子         | 杉光登            | 4月14日       |
| 3    | 死闘                 | 櫻井圭記 神山健治 | 橘正紀     | 新留俊哉         | 中村悟            | 4月21日       |
| 4    | トロガイの文         | 檜垣亮 神山健治   | 吉原正行   | 高橋幸雄         | 山中正博          | 4月28日       |
| 5    | 秘策、青い手         | 岡田俊平 神山健治 | 別所誠人   | 上田繁           | 近藤圭一          | 5月5日        |
| 6    | 青霧に死す           | 菅正太郎 神山健治 | 河野利幸   | 河野利幸         | 杉光登            | 5月12日       |
| 7    | チャグムの決意       | 檜垣亮 神山健治   | 増井壮一   | 佐山聖子         | 熊谷哲矢          | 5月19日       |
| 8    | 刀鍛冶               | 櫻井圭記 神山健治 | 新留俊哉   | 新留俊哉         | 後藤隆幸          | 5月26日       |
| 9    | 渇きのシュガ         | 岡田俊平 神山健治 | 橘正紀     | ながはまのりひこ | 中村悟            | 6月2日        |
| 10   | 土と英雄             | 菅正太郎 神山健治 | 増井壮一   | 上田繁           | 大久保徹          | 6月9日        |
| 11   | 花酒をタンダに       | 檜垣亮 神山健治   | 河野利幸   | 河野利幸         | 近藤圭一          | 6月16日       |
| 12   | 夏至祭               | 櫻井圭記 神山健治 | 佐山聖子   | 佐山聖子         | 馬越嘉彦          | 6月23日       |
| 13   | 人でなく虎でなく     | 岡田俊平 神山健治 | 橘正紀     | 橘正紀           | 石川健介          | 6月30日       |
| 14   | 結び目               | 菅正太郎 神山健治 | 増井壮一   | 増井壮一         | 丸山宏一          | 7月7日        |
| 15   | 夭折                 | 檜垣亮 神山健治   | 新留俊哉   | 新留俊哉         | 後藤隆幸          | 7月14日       |
| 16   | ただひたすらに       | 櫻井圭記 神山健治 | 橘正紀     | 初見浩一         | 井川麗奈          | 7月21日       |
| 17   | 水車燃ゆ             | 岡田俊平 神山健治 | 佐山聖子   | 佐山聖子         | 杉光登 小谷杏子   | 7月28日       |
| 18   | いにしえの村         | 菅正太郎 神山健治 | 横山彰利   | 鹿島典夫         | 後藤隆幸          | 8月4日        |
| 19   | 逃亡                 | 檜垣亮 神山健治   | 増井壮一   | 山崎浩司         | 中村悟            | 8月11日       |
| 20   | 狩穴へ               | 櫻井圭記 神山健治 | 笹木信作   | 柿本広大         | 大久保徹          | 8月18日       |
| 21   | ジグロ・ムサ         | 岡田俊平 神山健治 | 新留俊哉   | 新留俊哉         | 近藤圭一          | 8月25日       |
| 22   | 目覚めの季（とき）   | 菅正太郎 神山健治 | 増井壮一   | 初見浩一         | 山中正博 飯野利明 | 9月1日        |
| 23   | シグ・サルアを追って | 檜垣亮 神山健治   | 横山彰利   | 河野利幸         | 杉光登 小谷杏子   | 9月8日        |
| 24   | 最後の希望           | 櫻井圭記 神山健治 | 河野利幸   | 佐山聖子         | 窪田康高          | 9月15日       |
| 25   | 宴                   | 岡田俊平 神山健治 | 錦織博     | 橘正紀           | 中村悟            | 9月22日       |
| 26   | 旅立ち               | 菅正太郎 神山健治 | 石山タカ明 | 吉原正行         | 後藤隆幸 近藤圭一 | 9月29日       |

## テレビドラマ
『放送90年 大河ファンタジー 「精霊の守り人」』（ほうそう90ねん たいがファンタジー せいれいのもりびと）と題して、NHK総合テレビジョンで2016年3月19日から三期に渡って全22回で放送された。NHK放送開始90年を記念した作品。主演は綾瀬はるか。

### 製作
「世界に届けられるソフト」として製作され、「多くの国で翻訳され、海外でも人気が高い」ことを理由に上橋菜穂子の『守り人シリーズ』が題材として選ばれた。題名は「精霊の守り人」だが、『守り人シリーズ』全話をドラマ化し、シーズン1は原作に忠実に、シーズン2以降は構成を大きく変更して制作されている。水や卵や怪物ラルンガなどの描写にVFXを駆使し、原作におけるアジアの多様性や大自然を表現するべく、北海道から九州、そして韓国の広域でロケを行う。映像は4Kで撮影された。
シーズン1の制作発表が2014年7月28日に行われ、2015年7月2日にクランクインした。これまで比較的女性らしい役でヒット作を連発してきた綾瀬はるかがアクションシーンが多く、精悍で男勝りなバルサ役に抜擢されたことや、高島礼子が5時間かかる特殊メイクにより70歳の老婆トロガイを演じることも話題となる。余談だが、ジグロ役の吉川晃司はクランクイン当初、左足首を骨折していたのに加え、その状態のままでアクションに臨んで非常に苦労したことを公式ホームページのインタビューで語っている。
シーズン2の出演者発表が2016年4月8日に行われ、同月にクランクインしたが、同年10月に聖導師を演じた平幹二朗が急逝。これを受けて最終章は鹿賀丈史が後任として聖導師役を務めることが決定。シーズン2はすでに平幹二朗出演で収録済みだったため、そのまま放送となった。
シーズン2のタイトルは「精霊の守り人 悲しき破壊神」とし、『神の守り人〈来訪編・帰還編〉』『蒼路の旅人』『天と地の守り人〈第一部〉』を原作として、シナリオを再構成している。2017年1月21日から毎週土曜21：00 - 21：58で全9回で放送。ただし、3月11日は東日本大震災発生から6年となる日であり、特別体制となるため休止。
最終章の出演者発表は2017年1月15日に行われた。題名は「精霊の守り人 最終章」。原作シリーズ第二作の『闇の守り人』とクライマックスにあたる『天と地の守り人〈第二部〉カンバル王国編』『天と地の守り人〈第三部〉新ヨゴ皇国編』を組み合わせて再構成したストーリーになっている。同年11月25日から全9回で放送。

### キャスト（テレビドラマ）
シーズン1
- バルサ -  綾瀬はるか
- チャグム - 小林 颯
- タンダ - 東出昌大
- ニノ妃 - 木村文乃
- シュガ - 林 遣都
- ガカイ - 吹越 満
- モン - 神尾 佑
- ジン - 松田悟志
- バルサ（少女期） - 清原果耶
- ジグロ - 吉川晃司
- トロガイ - 高島礼子
- 聖導師 - 平 幹二朗
- 帝 - 藤原竜也

シーズン2 悲しき破壊神
- シハナ - 真木よう子
- チャグム - 板垣瑞生
- トリーシア - 壇蜜
- アスラ - 鈴木梨央
- イーハン - ディーン・フジオカ
- ラウル - 高良健吾
- ヒュウゴ - 鈴木亮平
- ログサム - 中村獅童
- マーサ - 渡辺えり
- スファル - 柄本 明

最終章
- カーム - 降谷建志
- ラウル - 高良健吾
- カルナ - 上地雄輔
- ユーカ - 花總まり
- カグロ - 渡辺いっけい
- ログサム - 中村獅童
- ラダール - 中川晃教
- カンバル王ナグル - 黄川田将也
- トト - 米良美一
- ラルーグ - 武田鉄矢
- 聖導師 - 鹿賀丈史

### スタッフ（テレビドラマ）
シーズン1
- 原作 - 上橋菜穂子『精霊の守り人』、『流れ行く者』
- 脚本 - 大森寿美男
- 音楽 - 佐藤直紀
- テーマ音楽演奏 - NHK交響楽団
- テーマ音楽指揮 - 広上淳一
- 演奏 - フェイスミュージック
- 題字 - 赤松陽構造
- 人物デザイン監修 - 柘植伊佐夫
- 文化芸能考証 - 友吉鶴心
- アクション指導 - 辻井啓伺
- 振付・所作指導 - 広崎うらん
- 料理指導 - 飯島奈美、板井うみ
- 創作文字指導 - 坂井孝次
- 医事指導 - 富田泰彦
- 夏至祭音楽 -  稲葉明徳
- VFXプロデューサー - 結城崇史
- クリーチャーデザイン - 田島光二
- タイトルバック - 菱川勢一
- 撮影協力 - 熊本県、鹿児島県、熊本県菊池市、熊本県高森町、熊本県阿蘇市、鹿児島県霧島市、鹿児島県伊佐市、鹿児島県日置市、北海道釧路市、長野県松本市、群馬県下仁田町、山梨県富士吉田市、山梨県北杜市、千葉県鋸南町
- 資料提供 - 西畠清順
- 映像提供 - TETON GRAVITY RESEARCH
- 制作統括 - 海辺潔、加藤拓（NHKエンタープライズ）、越智篤志（NHKドラマ番組部）、谷口卓敬
- プロデューサー - 竹内敬明、大越大士、結城崇史
- 演出 - 片岡敬司（NHKエンタープライズ）
- 美術 - 山口類児、伊達美貴子
- 技術 - 重永明義、市川隆男
- 音響効果 - 三谷直樹、柴田なつみ
- 撮影 - 相馬和典、細野和彦
- 音声 - 大宅健司、山本哲伸
- VFX - 高橋佳宏、進威志、井藤良幸、有田康剛
- 編集 - 平川正治
- 照明 - 鈴木岳、高橋貴生
- 映像技術 - 金丸岳生、田中幸治、大西康仁、高橋賢次
- 記録 - 加賀美佳子
- 美術進行 - 山尾輝、高橋秀樹
- 助監督 - 坂梨公紀
- 制作 - NHKエンタープライズ
- 制作・著作 - NHK

シーズン2 悲しき破壊神
- 原作 - 上橋菜穂子 『神の守り人〈来訪編・帰還編〉』、『蒼路の旅人』、『天と地の守り人〈第一部〉』
- 脚本 - 大森寿美男
- 音楽 - 佐藤直紀
- 制作統括 - 海辺潔、加藤拓（NHKエンタープライズ）、中村高志（NHK）
- 演出 - 加藤拓、中島由貴、西村武五郎
- プロデューサー - 大越大士、結城崇史

最終章
- 原作 - 上橋菜穂子 『闇の守り人』、『天と地の守り人〈第二部・第三部〉』
- 脚本 - 大森寿美男
- 音楽 - 佐藤直紀
- 制作統括 - 内藤愼介（NHKエンタープライズ）、中村高志（NHK）
- 演出 - 片岡敬司、一色隆司（NHKエンタープライズ）、樋口真嗣

### 放送日程
- シーズン1（全4話）を2016年3月19日（土）から放送（58分）※初回のみ73分[18][5]。
- シーズン2 悲しき破壊神（全9話）を2017年1月21日（土）から放送[18][5]。ただし、3月11日は東日本大震災から6年に伴う特別体制のため休止。
- 最終章（全9話）を2017年11月25日（土）から放送[18][5]。

| 期                                             | 各期各話 | 通算各話 | 放送日         | サブタイトル     | 演出              | 原作                                                             | 視聴率 |
| ---------------------------------------------- | -------- | -------- | -------------- | ---------------- | ----------------- | ---------------------------------------------------------------- | ------ |
| シーズン1                                      | 第1回    | 第1回    | 2016年3月19日  | 女用心棒バルサ   | 片岡敬司          | 精霊の守り人 流れ行く者                                          | 11.7%  |
| シーズン1                                      | 第2回    | 第2回    | 3月26日        | 王子に宿りしもの | 片岡敬司          | 精霊の守り人 流れ行く者                                          | 10.3%  |
| シーズン1                                      | 第3回    | 第3回    | 4月02日        | 冬ごもりの誓い   | 片岡敬司          | 精霊の守り人 流れ行く者                                          | 07.1%  |
| シーズン1                                      | 第4回    | 第4回    | 4月09日        | 決戦のとき       | 片岡敬司          | 精霊の守り人 流れ行く者                                          | 07.4%  |
| シーズン2 悲しき破壊神                         | 第1回    | 第5回    | 2017年1月21日  | 災いの子         | 加藤拓            | 神の守り人〈来訪編・帰還編〉 蒼路の旅人 天と地の守り人〈第一部〉 | 8.2%   |
| シーズン2 悲しき破壊神                         | 第2回    | 第6回    | 1月28日        | 罠               | 中島由貴          | 神の守り人〈来訪編・帰還編〉 蒼路の旅人 天と地の守り人〈第一部〉 | 8.1%   |
| シーズン2 悲しき破壊神                         | 第3回    | 第7回    | 2月04日        | 光の力           | 西村武五郎        | 神の守り人〈来訪編・帰還編〉 蒼路の旅人 天と地の守り人〈第一部〉 | 6.8%   |
| シーズン2 悲しき破壊神                         | 第4回    | 第8回    | 2月11日        | 笑う魔物         | 西村武五郎        | 神の守り人〈来訪編・帰還編〉 蒼路の旅人 天と地の守り人〈第一部〉 | 6.5%   |
| シーズン2 悲しき破壊神                         | 第5回    | 第9回    | 2月18日        | 聖なる場所へ     | 加藤拓            | 神の守り人〈来訪編・帰還編〉 蒼路の旅人 天と地の守り人〈第一部〉 | 7.4%   |
| シーズン2 悲しき破壊神                         | 第6回    | 第10回   | 2月25日        | 帝国の牙         | 中島由貴          | 神の守り人〈来訪編・帰還編〉 蒼路の旅人 天と地の守り人〈第一部〉 | 6.3%   |
| シーズン2 悲しき破壊神                         | 第7回    | 第11回   | 3月04日        | 神の守り人       | 加藤拓            | 神の守り人〈来訪編・帰還編〉 蒼路の旅人 天と地の守り人〈第一部〉 | 6.7%   |
| シーズン2 悲しき破壊神                         | 第8回    | 第12回   | 3月18日        | 王子の足跡       | 西村武五郎        | 神の守り人〈来訪編・帰還編〉 蒼路の旅人 天と地の守り人〈第一部〉 | 6.6%   |
| シーズン2 悲しき破壊神                         | 第9回    | 第13回   | 3月25日        | 呼びあう魂       | 中島由貴          | 神の守り人〈来訪編・帰還編〉 蒼路の旅人 天と地の守り人〈第一部〉 | 6.0%   |
| 最終章                                         | 第1回    | 第14回   | 2017年11月25日 | バルサ、故郷へ   | 片岡敬司          | 闇の守り人 天と地の守り人〈第二部・第三部〉                      | 6.0%   |
| 最終章                                         | 第2回    | 第15回   | 12月02日       | カンバルの闇     | 片岡敬司          | 闇の守り人 天と地の守り人〈第二部・第三部〉                      | 5.7%   |
| 最終章                                         | 第3回    | 第16回   | 12月09日       | ルイシャ贈り     | 一色隆司          | 闇の守り人 天と地の守り人〈第二部・第三部〉                      | 5.1%   |
| 最終章                                         | 第4回    | 第17回   | 12月16日       | ログサムの野望   | 一色隆司          | 闇の守り人 天と地の守り人〈第二部・第三部〉                      | 5.1%   |
| 最終章                                         | 第5回    | 第18回   | 12月23日       | 槍舞い           | 一色隆司          | 闇の守り人 天と地の守り人〈第二部・第三部〉                      | 4.2%   |
| 最終章                                         | 第6回    | 第19回   | 2018年1月06日  | 戦下の別れ       | 片岡敬司 樋口真嗣 | 闇の守り人 天と地の守り人〈第二部・第三部〉                      | 5.8％  |
| 最終章                                         | 第7回    | 第20回   | 1月13日        | 傷だらけの再会   | 片岡敬司 樋口真嗣 | 闇の守り人 天と地の守り人〈第二部・第三部〉                      | 6.3％  |
| 最終章                                         | 第8回    | 第21回   | 1月20日        | 神なき世界       | 樋口真嗣          | 闇の守り人 天と地の守り人〈第二部・第三部〉                      | 5.8％  |
| 最終章                                         | 最終回   | 最終回   | 1月27日        | 旅立ち           | 片岡敬司          | 闇の守り人 天と地の守り人〈第二部・第三部〉                      | 6.6%   |
| （視聴率はビデオリサーチ調べ、関東地区・世帯） |          |          |                |                  |                   |                                                                  |        |

#### 放送時間
- 本放送：土曜21:00 - 21:58
- 再放送：次週土曜00:10 - 01:08（次週金曜日深夜）

### 関連番組
- 『「精霊の守り人」のナゾをとけ! 〜食わず嫌いのための大河ファンタジー入門〜』[31]
  - 2016年3月14日 20:00 - 20:43に放送。
- 『大河ファンタジー「精霊の守り人」直前スペシャル』[31]
  - 2016年3月19日 18:10 - 18:35に放送。
- 『プロフェッショナル仕事の流儀』「心揺さぶるメロディはこうして生まれる 〜作曲家・佐藤直紀」[31]
  - 2016年3月21日 22:00 - 22:50に放送。
- 『SWITCHインタビュー 達人達（たち）』「上橋菜穂子×齊藤慶輔」[31]
  - 2016年3月26日 22:00 - 23:00に放送。
  - 「選」にて、2017年1月15日 02:45 - 03:45に再放送。
  - アンコールにて、2017年2月4日 22:00 - 23:00に再放送予定。
- 『精霊の守り人 外伝』[32]
  - 2016年12月3日 23:55 - 23:58に放送（以降、随時放送）。
  - シーズン1とシーズン2『悲しき破壊神』を繋ぐスピンオフ・ミニドラマ。増補改訂版『「守り人」のすべて 守り人シリーズ完全ガイド』の収録話「天への振舞い」を原作とする[33]。12月11日23:55からは通常より1分長い4分の『精霊の守り人 外伝 完全版』も放送。出演は綾瀬はるか、浅見姫香、山﨑香歩。語りは山崎阿弥[34]。
- 『「精霊の守り人II」の歩き方』
  - 2017年1月3日 17:45 - 17:55に放送（以降、随時放送）。
  - 地図や人物相関図を駆使してドラマの世界観を解説。
- 『ロバート秋山の爆笑「精霊の守り人」を作ってみた』
  - 2017年1月28日 16:20 - 16:30に放送（以降、随時放送）。
- 『｢精霊の守り人｣シーズン1総集編』
  - 2017年11月16日 00:10 - 01:47
- 『もうすぐ「精霊の守り人〜最終章〜」みどころ満載SP』
  - 2017年11月18日 20:15 - 21:48に放送。
  - 2017年11月25日 00:55 - 02:11に再放送。

### 関連商品

#### 書籍
- DVD&ブルーレイでーた編集部 『NHK放送90年 大河ファンタジー 精霊の守り人 SEASON1 完全ドラマガイド』（2016年3月4日、KADOKAWA、ISBN 978-4047309456）[35]
- NHK「大河ファンタジー精霊の守り人」制作班 『メイキング・オブ・大河ファンタジー 精霊の守り人 』（2016年3月24日、洋泉社、ISBN 978-4800308955）
- DVD&ブルーレイでーた編集部 『NHK 大河ファンタジー 精霊の守り人 SEASON2 悲しき破壊神 完全ドラマガイド』（2016年12月31日、KADOKAWA、ISBN 978-4047345034）
- NHK「大河ファンタジー精霊の守り人」制作班 『メイキング・オブ・大河ファンタジー 精霊の守り人2 悲しき破壊神』（2017年1月24日、洋泉社、ISBN 978-4800311542）

#### CD
- 佐藤直紀 『大河ファンタジー 精霊の守り人 オリジナル･サウンドトラック』（2016年3月16日、日本コロムビア、COCQ-85287）
- 佐藤直紀 『大河ファンタジー 精霊の守り人Ⅱ 悲しき破壊神 オリジナル･サウンドトラック』（2017年1月18日、日本コロムビア、COCQ-85310）

#### ブルーレイ/DVD
- 『大河ファンタジー 精霊の守り人 シーズン1 Blu-ray BOX』（2016年8月17日、ポニーキャニオン、PCXE-60134）[36]
- 『大河ファンタジー 精霊の守り人 シーズン1 DVD BOX』（2016年8月17日、ポニーキャニオン、PCBE-63609）[36]
- 『大河ファンタジー 精霊の守り人 シーズン2 悲しき破壊神 Blu-ray BOX』（2017年7月5日、ポニーキャニオン、PCXE-60135）
- 『大河ファンタジー 精霊の守り人 シーズン2 悲しき破壊神 DVD BOX』（2017年7月5日、ポニーキャニオン、PCBE-63610）

#### 動画配信（NHKオンデマンド以外）
- FODプレミアム - 2020年10月よりシーズン1とシーズン2 悲しき破壊神、11月より最終章を配信開始[注釈 1]。

### 受賞
- 東京ドラマアウォード2017
  - 作品賞 特別賞︰「精霊の守り人 悲しき破壊神」[39]
- ジャパンアクションアワード
  - ジャパンアクションアワード2017[40][41]
    - ベストアクション女優賞 最優秀賞：綾瀬はるか「精霊の守り人」
    - ベストスタントマン賞 優秀賞：大島遥「精霊の守り人」

  - ジャパンアクションアワード2018[42][43]
    - ベストアクション監督賞 優秀賞︰舟山弘一「精霊の守り人 悲しき破壊神」
    - ベストアクション女優賞 最優秀賞︰綾瀬はるか「精霊の守り人 悲しき破壊神」
    - ベストスタントマン賞 最優秀賞︰帯金伸行「精霊の守り人 悲しき破壊神」
    - ベストスタントマン賞 優秀賞︰大島遥

  - ジャパンアクションアワード2019[44][45]
    - ベストアクション作品賞 最優秀賞︰「精霊の守り人 最終章」
    - ベストアクション監督賞 最優秀賞︰舟山弘一「精霊の守り人 最終章」
    - ベストアクション男優賞 優秀賞︰吉川晃司「精霊の守り人 最終章」
    - ベストアクション女優賞 優秀賞︰綾瀬はるか「精霊の守り人 最終章」
    - ベストスタントマン賞 優秀賞︰大島遥
- 第33回ATP賞テレビグランプリ（2017年）
  - 総務大臣賞「精霊の守り人」[46]
- 2018年エランドール賞 特別賞（制作チームに対し）[47]
- VFX-JAPANアワード 2018
  - テレビ番組部門 優秀賞[48][49]

| NHK総合テレビ 土曜日21時台の連続ドラマ枠 ※特集ドラマ扱い                                                              | NHK総合テレビ 土曜日21時台の連続ドラマ枠 ※特集ドラマ扱い                     | NHK総合テレビ 土曜日21時台の連続ドラマ枠 ※特集ドラマ扱い                           |
| 前番組 | 番組名                                                                       | 次番組                                                                             |
| --- | ---------------------------------------------------------------------------- | ---------------------------------------------------------------------------------- |
| 逃げる女 （2016.1.9 - 2016.2.13） ※「土曜ドラマ」恋の三陸 列車コンで行こう! （2016.2.27 - 2016.3.12） ※特集ドラマ扱い | 大河ファンタジー 精霊の守り人Season1 （2016.3.26 - 2016.4.9）                | トットてれび （2016.4.30 - 2016.6.18） 【原則として20:15 - 20:44】 ※「土曜ドラマ」 |
| NHK総合テレビ 土曜日21時台の連続ドラマ枠 ※特集ドラマ扱い                                                              |                                                                              |                                                                                    |
| スクラップ・アンド・ビルド （2016.12.17） ※「土曜ドラマ」（単発作品）                                                 | 大河ファンタジー 精霊の守り人Season2「悲しき破壊神」 (2017.1.21 - 2017.3.25) | 4号警備 （2017.4.8 - 5.20） 【原則として20:15 - 20:44】 ※「土曜ドラマ」            |
| NHK総合テレビ 土曜日21時台の連続ドラマ枠 ※特集ドラマ扱い                                                              |                                                                              |                                                                                    |
| 植木等とのぼせもん （2017.9.2 - 10.21） 【原則として20:15 - 20:44】 ※「土曜ドラマ」                                   | 大河ファンタジー 精霊の守り人 最終章 (2017.11.25 - 2018.1.27)                | -                                                                                  |
| NHK-BS2 月曜24:00 - 24:50（アニメ再放送枠）                                                                           |                                                                              |                                                                                    |
| 絶対少年十二国記 | テレビアニメ 精霊の守り人                                                    | カウボーイビバップ                                                                 |

## 音楽劇
2023年7月29日から8月6日まで「日生劇場ファミリーフェスティヴァル 2023」として音楽劇『精霊の守り人』を上演。その後、全国9都市を巡回し、計32公演を上演。

### スタッフ（音楽劇）
- 脚本 - 井上テテ
- 演出 - 一色隆司

### キャスト（音楽劇）
- バルサ - 明日海りお / 梅田彩佳（Wキャスト）
- ジン - 渡部秀
- シュガ - 水石亜飛夢
- ゼン - 小野塚勇人（劇団EXILE）
- ユン - 健人
- 帝 - 唐橋充
- チャグム - 黒川想矢 / 込江大牙（Wキャスト）
- トロガイ / 二ノ妃 - 雛形あきこ
- タンダ - 村井良大 / 山崎樹範（Wキャスト）[注釈 2]

- 声の出演 - 麻実れい

### 公演日程
- 2023年7月29日 - 8月6日、日生劇場
- 8月13日、枚方市総合文化芸術センター 関西医大 大ホール
- 9月3日、新潟県民会館 大ホール
- 9月9日、千葉県東総文化会館 大ホール
- 10月1日、シンフォニア岩国 コンサートホール

ニッセイ名作シリーズ公演（小学生を対象とした無料招待公演）
- 8月31日、サントミューゼ（上田市交流文化芸術センター）
- 9月6日、柏崎市文化会館アルフォーレ
- 9月13日 - 15日、札幌文化芸術劇場hitaru
- 9月20日 - 21日、NHK大阪ホール
- 9月28日、熊本市民会館シアーズホーム夢ホール